# 宁夏回族自治区司法厅
宁夏回族自治区司法厅是宁夏回族自治区人民政府的组成部门、主管宁夏回族自治区司法行政工作的省级司法行政机关。